# Eliseo Murillo
Eliseo Murillo Vega, (Torrecillas de la Tiesa, Provincia de Cáceres, 25 de enero de 1955), exfutbolista español conocido en el mundo del fútbol como Murillo o Murillo II. Defensa de la Real Sociedad en las décadas de 1970 y 1980. Fue integrante de la plantilla realista bicampeona de Liga.

## Biografía
Eliseo Murillo nació en 1955 en la localidad extremeña de Torrecillas de la Tiesa. Recién nacido sus padres emigraron por motivos laborales a la Provincia de Guipúzcoa, por lo que el joven Murillo creció en el País Vasco y se formó como futbolista en la cantera vasca.
Eliseo Murillo siguió la estela de su hermano mayor, Luciano, fichado en 1969 por la Real Sociedad. Se formó en las categorías inferiores de este club y en 1973 debutó en el filial de Tercera División, el San Sebastián CF. Tras 4 temporadas en el filial dio su salto al primer equipo la temporada 1977-78. Coincidió durante algo más de 2 años con su hermano mayor en la Real, por lo que fue conocido como Murillo II para distinguirlo.
Eliseo Murillo perteneció a la disciplina de la primera plantilla de la Real Sociedad durante 8 temporadas. Coincidió con la mejor generación de futbolistas de la historia de la Real, que durante esos años obtuvieron 2 títulos de Liga, 1 subcampeonato, 1 Supercopa y llegaron a semifinales de la Copa de Europa. 
Frente a jugadores como Luis Arconada, Jesús Mari Zamora, Roberto López Ufarte, Inaxio Kortabarria, Jesús María Satrústegui, etc., la aportación de Eliseo Murillo  a aquel equipo fue más modesta. 
En sus primeros años fue básicamente un suplente que completaba la plantilla, y no disputaba demasiados partidos. Así fue en sus primeras campañas entre 1977 y 1981, incluyendo las del subcampeonato y la del primer título de Liga. 
Sin embargo, si tuvo un papel muy significativo la temporada del segundo título de Liga, en la que disputó 31 partidos y fue el 12º jugador más utilizado del equipo. También sería un suplente habitual en las temporadas siguientes hasta que en 1985, la llegada del entrenador galés John Benjamin Toshack pusiera fin a su andadura en el club.
Murillo jugó 165 partidos oficiales con la Real Sociedad, de los cuales 114 fueron en la Primera División española.
Es tío de Ander Murillo, futbolista profesional que juega actualmente en el AEK de Larnaca chipriota.

## Clubes
| Club             | País   | Año       |
| ---------------- | ------ | --------- |
| San Sebastián CF | España | 1973-1977 |
| Real Sociedad    | España | 1977-1985 |

## Títulos

### Campeonatos nacionales
| Título    | Club          | País   | Año  |
| --------- | ------------- | ------ | ---- |
| Liga      | Real Sociedad | España | 1981 |
| Liga      | Real Sociedad | España | 1982 |
| Supercopa | Real Sociedad | España | 1982 |